# Fortezza di Osowiec

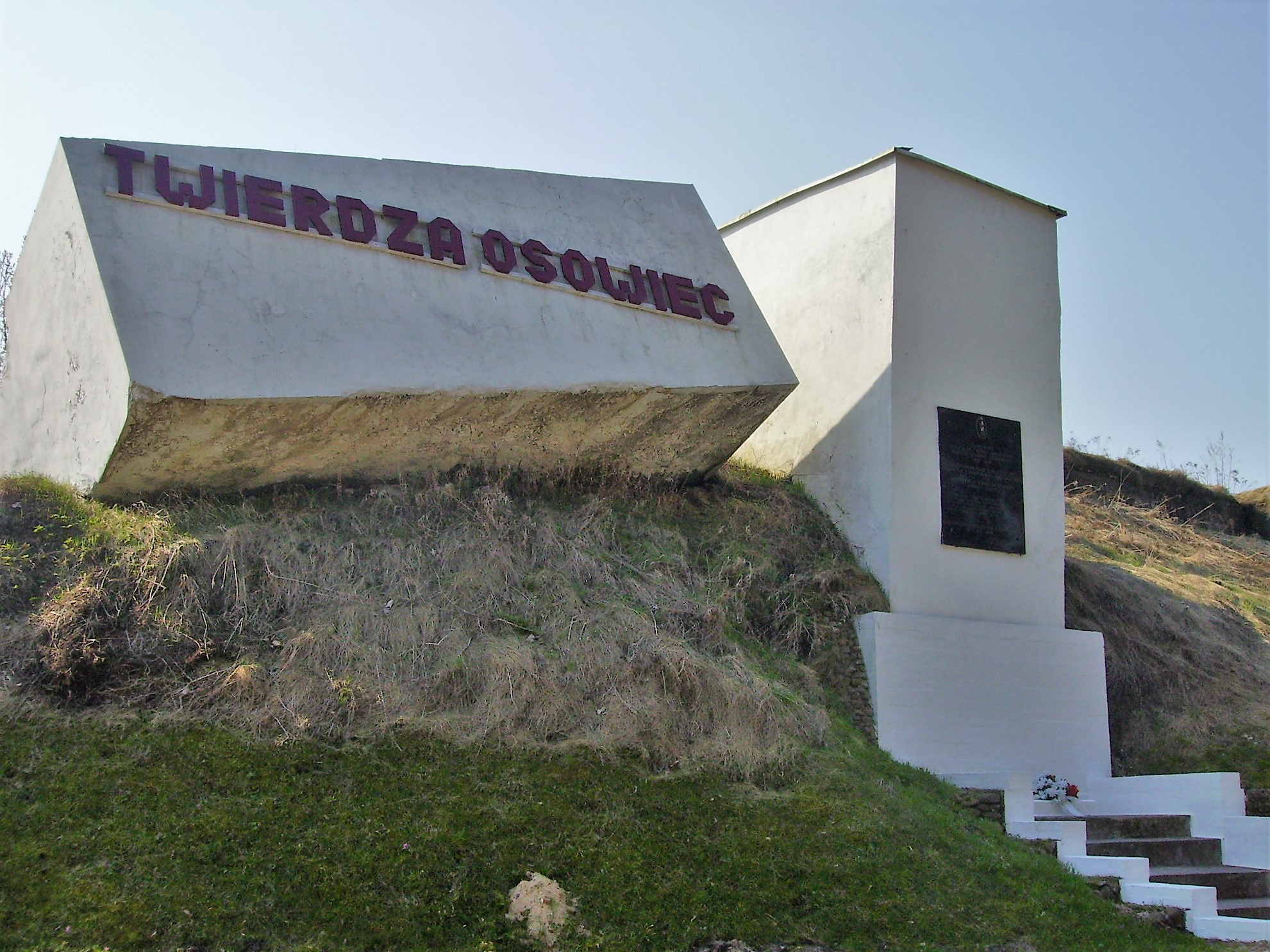
Monumento nella fortezza di Osowiec

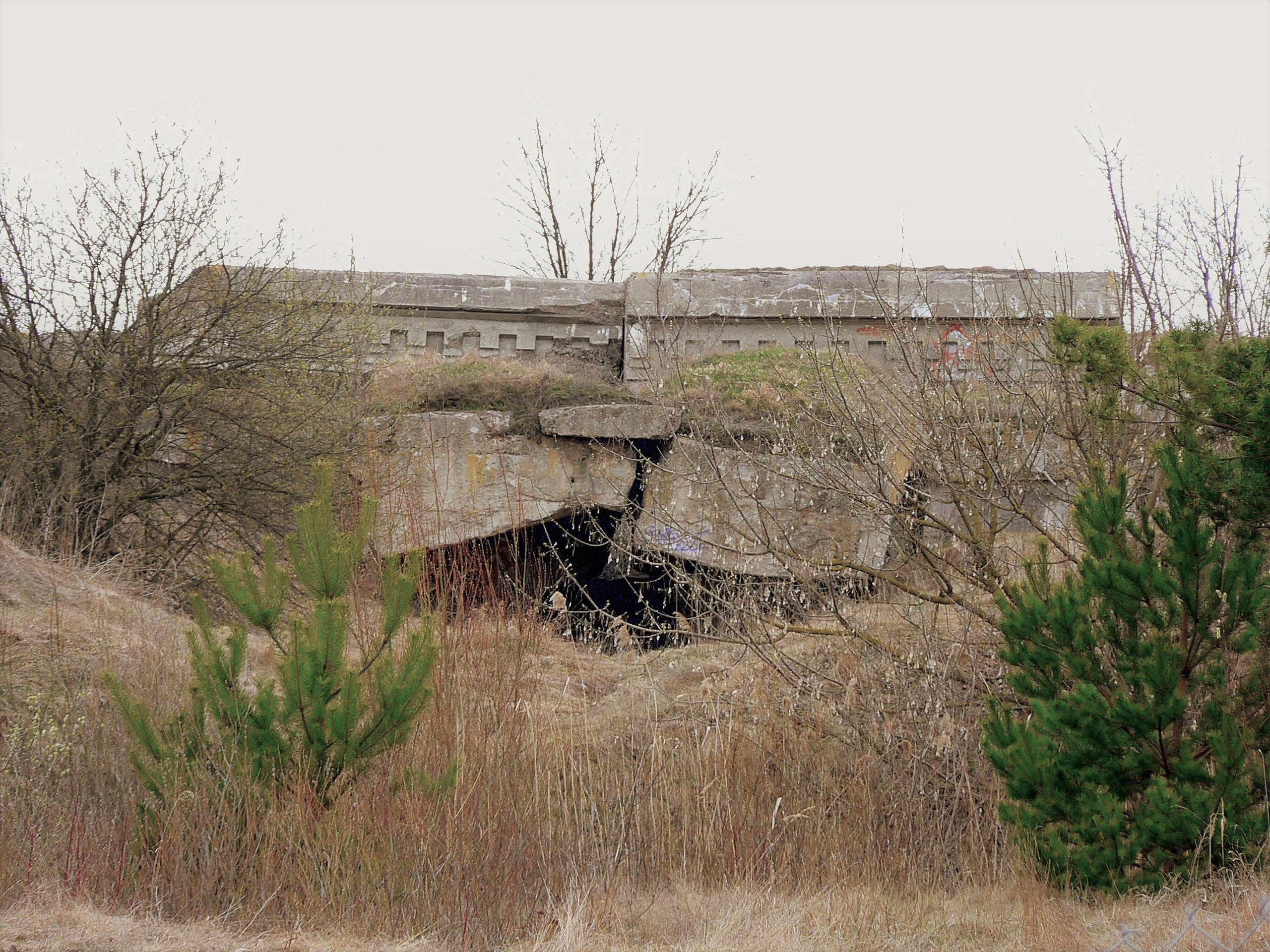
Forte II della fortezza di Osowiec

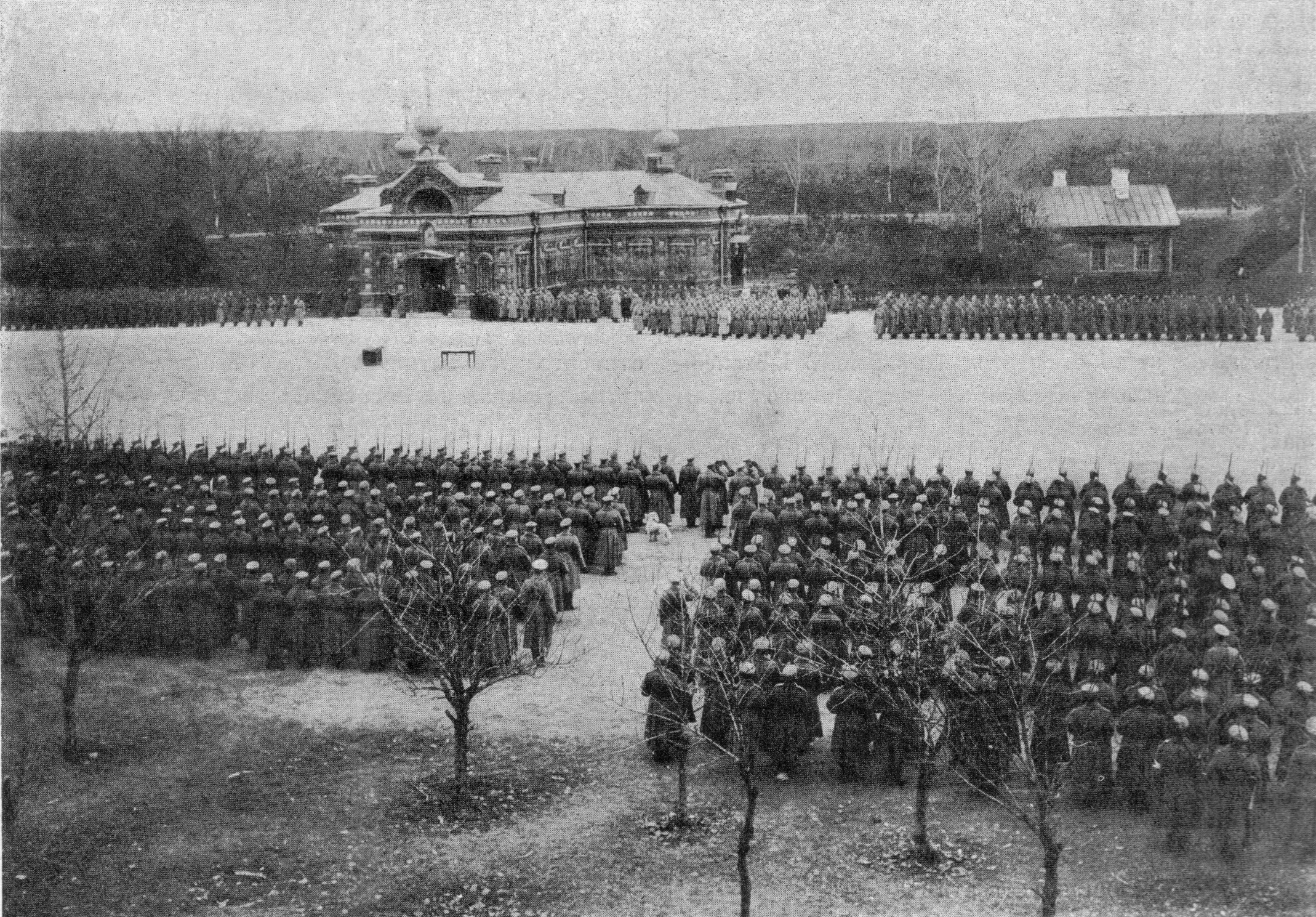
Soldati all'esterno della chiesa della fortezza di Osowiec, 1915

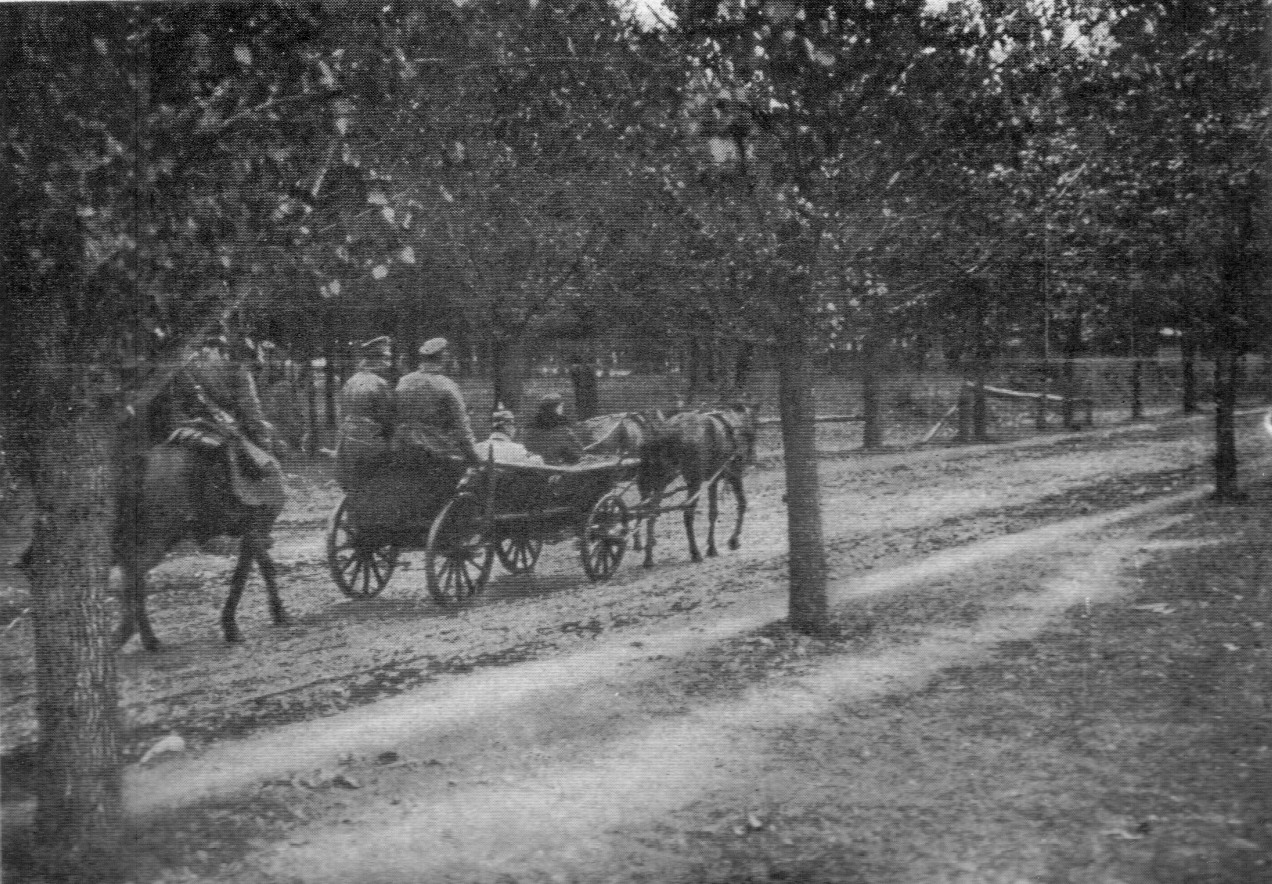
Ufficiale tedesco fatto prigioniero nella fortezza di Osowiec, 1914

La fortezza di Osowiec (in polacco Twierdza Osowiec) è una fortezza del XIX secolo ubicata a Osowiec-Twierdza, nel nord-est della Polonia, costruita dall'Impero russo, teatro di pesanti combattimenti durante la prima guerra mondiale, quando fu ostinatamente difesa per diversi mesi dalla sua guarnigione russa contro gli attacchi tedeschi, in quella che è passata alla storia come Carica dei morti.

## Storia
La fortezza fu costruita negli anni 1882-1892 come una delle opere difensive per proteggere i confini occidentali della Russia dalle offensive della Germania, e successivamente continuamente modernizzata per far fronte ai progressi nell'artiglieria da assedio pesante. Nel 1889–1893, l'ingegnere militare Nestor Buinitsky ebbe una parte importante nella creazione della fortezza.
Essa si trovava sul fiume Biebrza a circa 50 km dal confine con la provincia tedesca della Prussia orientale, nel punto in cui si potevano attraversare le paludi del fiume, controllando quindi un punto vitale. La vasta zona paludosa che la circondava rendeva difficili gli attacchi. La linea ferroviaria strategica Belostok-Lyck-Königsberg attraversava anche la fortezza e il fiume Biebrza.
La fortezza fu teatro di accesi combattimenti all'inizio della prima guerra mondiale nel fronte orientale dal settembre 1914 fino a quando l'esercito russo la abbandonò nell'agosto 1915. Negli anni tra le due guerre la fortezza fu utilizzata dall'esercito polacco. Durante l'invasione tedesca della Polonia, nel 1939, non vide molti combattimenti.
Ai giorni nostri alcune parti della fortezza sono accessibili ai turisti, in particolare le parti all'interno dei confini del parco nazionale del fiume Biebrza. Il centro informazioni visitatori del parco si trova ad Osowiec-Twierdza, un piccolo insediamento situato all'interno dei confini della fortezza. Altre parti della fortezza appartengono ancora all'Esercito polacco e l'accesso è limitato.

## Prima guerra mondiale

### Settembre 1914
Nel settembre del 1914, le difese russe che circondavano la fortezza furono attaccate da 40 battaglioni di fanteria dell'VIII armata tedesca. Gli aggressori godevano di una significativa superiorità numerica. Entro il 21 settembre, l'avanzata tedesca portò la fortezza nel raggio d'azione dell'artiglieria tedesca, ulteriormente rinforzata con 60 cannoni aggiuntivi di calibri fino a 203 mm, ma funzionanti solo dal 26 settembre. Due giorni dopo, un assalto frontale tedesco fu respinto dall'artiglieria russa. Il 29 settembre, due contrattacchi russi affiancati costrinsero l'artiglieria tedesca a trasferirsi, portando la fortezza fuori dalla portata della loro artiglieria.

### Da febbraio a marzo 1915
Il 3 febbraio 1915, i tedeschi, numericamente superiori, lanciarono un altro assalto. La prima linea di difese di campo russe consisteva in trincee poco profonde e venne tenuta per cinque giorni. Il 9 febbraio i russi si ritirarono sulla seconda linea con trincee profonde e stabilirono postazioni di mitragliatrici.
Il ritiro dalla prima linea permise all'artiglieria tedesca di iniziare a sparare sulla fortezza il 13 febbraio. Il calibro dell'artiglieria pesante d'assedio tedesca variava da 100 mm a 420 mm, con salve di 360 cannoni ogni quattro minuti. Durante la raffica di artiglieria della durata di una settimana, 250.000 colpi furono sparati dalle armi pesanti e circa un milione di colpi dai pezzi di artiglieria leggera.
Il comando centrale russo si aspettava la capitolazione della fortezza e chiese ai difensori di trattenere per almeno 48 ore i nemici per consentire l'evacuazione dei civili. La fortezza avrebbe resistito fino ad agosto.
I russi subirono pesanti perdite a causa della raffica di artiglieria, che fu più forte dal 14 al 16 febbraio e dal 25 febbraio al 5 marzo 1915. Numerosi colpi caduti all'interno della fortezza e il crollo di molti edifici resero quasi impossibile il movimento tra le diverse zone della fortezza. Successivamente, il settore ricadde nella guerra di posizione.

### Luglio e agosto 1915

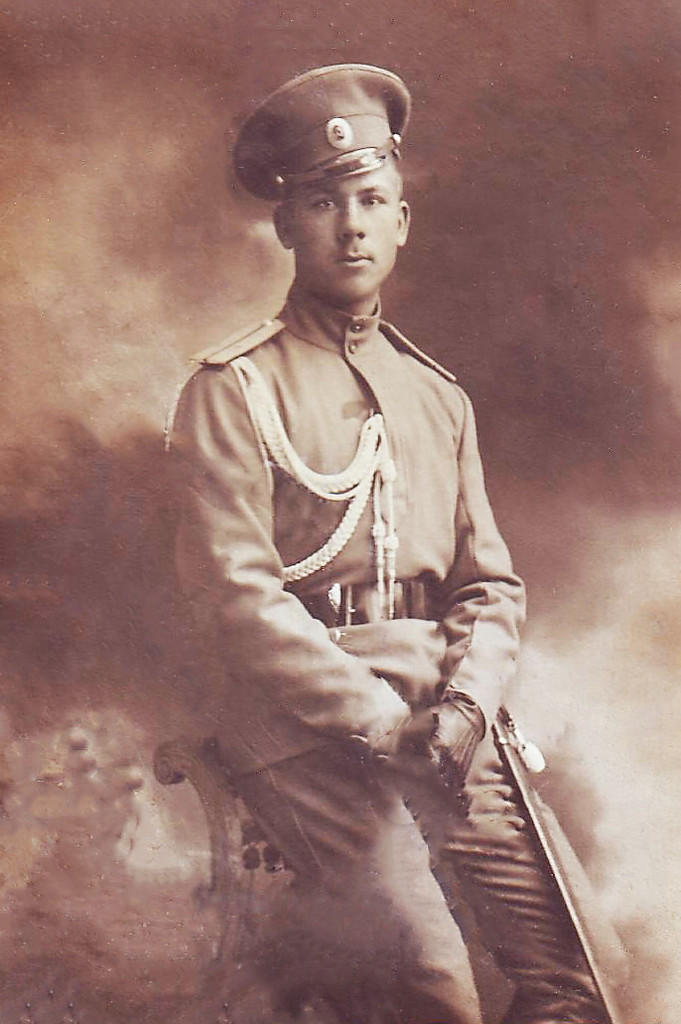
Il luogotenente Vladimir Karpovich Kotlinsky, comandante della fortezza di Osowiec durante l'attacco

Il tedeschi lanciarono una offensiva frontale alla fortezza di Osowiec agli inizi del luglio 1915. L'attacco, comandato da Paul von Hindenburg, coinvolse 14 battaglioni di fanteria, un battaglione di zappatori, circa 30 cannoni d’assedio e 30 batterie di artiglieria equipaggiate con gas. Le difese russe consistevano in circa 500 uomini del 226º Reggimento di fanteria Zemlyansky e 400 miliziani.
I tedeschi aspettarono fino alle 4 del mattino del 6 agosto le condizioni favorevoli del vento, quando diede inizio all'attacco con un regolare bombardamento di artiglieria combinato con gas di cloro. La battaglia, in seguito fu conosciuta come Carica dei morti.
I russi, comandati dal generale Vladimir Karpovich Kotlinsky non mantennero la fortezza di Osowiec ancora per molto tempo in quanto morirono quasi tutti asfissiati dai gas lanciati dai tedeschi. I tedeschi minacciarono di circondare la fortezza con la cattura della fortezza di Kaunas e con l'assedio di Novogeorgievsk. I pochi russi rimasti demolirono gran parte della fortezza e si ritirarono il 18 agosto.

## Primo dopo guerra
Dopo la prima guerra mondiale, la Seconda Repubblica Polacca ristrutturò parti della fortezza e la usò per ospitare unità dell'esercito polacco, tra cui la Scuola centrale degli ufficiali e del Corpo di protezione delle frontiere.